# Lars Johan Svensson
Lars Johan Svensson, född 31 mars 1823 i Misterhults församling, Kalmar län, död där 24 juni 1914, var en svensk lantbrukare och riksdagsman.
Svensson var lantbrukare i Baggetorp i Misterhults församling. Han var ledamot av Sveriges riksdags andra kammare 1873-1875, invald i Sevede och Tunaläns domsagas valkrets.